# Women's Awakening Club
Women's Awakening Club (Nadi al-Nahda al-. Nisa'iyya) var en organisation för kvinnors rättigheter i Irak, grundad 1923. Det var den första kvinnoföreningen i Irak, och början på den irakiska kvinnorörelsen. 

## Historik

### Grundande
Föreningen grundades av en grupp bildade kvinnliga anhöriga till Bagdads politiska elit. Asma al-Zahawi blev dess första ordförande, premiärministerfrun Naima al-Said vice ordförande, Mari Wazir dess sekreterare och premiärministerfrun Fakhriyya al-
`Askari skattmästare; bland dess medlemmar fanns Paulina Hassoun, Fatima Jawdat och Badia Afnan, och dess hedersmedlemmar ett antal brittiska kvinnor som Gertrude Bell, Ethel Stefana och Lady Dobbs.

### Verksamhet
Dess mål var att bidra till att ge kvinnor möjligheten till bildning och arbete, för att göra dem nyttiga för både sin familj och den nya staten, och de höll föreläsningar och kurser i ekonomi, hushållskunskaper, sömnad, barnavård och läsning. De ägnade sig också åt välgörenhet, särskilt utbildning för föräldralösa flickor. De gynnades av kungafamiljen och mottogs av kung Faisal I och drottning Huzaima bint Nasser 1924. 
Klubben höll informationskurser i hygien, hälsa, modern skolutbildning och socialpolitik, och utövade välgörenhet för fattiga kvinnor; religiösa och konservativa kretsar kritiserade dock klubben för att hålla omoraliska och icketraditionella diskussioner och föredrag, och efter 1925 upphörde klubben i praktiken med politiska aktiviteter och övergick till att bli en sällskapsklubb för överklasskvinnor som ägnade sig åt välgörenhet.
Bagdad var mer konservativt än andra centrum i Mellanöstern som Kairo, Beirut och Damaskus; även om kvinnor gradvis började få tillgång till högre utbildning från 1920-talet, mötte fenomenet med den nya kvinnan mer opposition och den traditionella slöjan, 'aba'a, var normalt även bland överklasskvinnor fram till kuppen 1958. 
Regeringen hade öppnat en skola för flickor 1920, sekundärutbildning 1929, och accepterat de första kvinnorna på universitet på 1930-talet, men föräldrar som sände sina döttrar till skolan kunde motta dödshot och studenterna utsättas för stenkastning.

### Avveckling
Klubbens existens och verksamhet möttes med stort motstånd från konservativa och prästerskapet, som anklagade dem för att vilja avskaffa slöjan, och när de år 1929 inbjöds att närvara vid Arab Women's Association of Palestine i Jerusalem tvingades deras ordförande avböja att skicka en representant av säkerhetsskäl.  
Från First Eastern Women's Congress 1930 mötte klubben växande kritik, för att ha vara en välgörenhetsklubb för överklasskvinnor som övergett feminismen, från den nya generation utbildade nya kvinnor kring Baghdad Teacher's Trainig College for Women (Queen Aliya College), som Amina al-Rahhal, av vilka många blev medlem av kommunistpartiet, som erbjöd en mer radikal feminism.
Klubben stod värd för Third Eastern Women's Congress i Bagdad 1932, som invigdes av drottningen. Klubben kunde dock inte återvinna sin status, och ersattes så småningom som landets mest betydelsefulla kvinnoförening av Iraqi Women's Union.

### Tidning
Formellt hade klubben ingen tidning, men Paulina Hassoun använde sin feministiska tidning Layla som klubbens talorgan.